# Fáskrúðsfjörður
Fáskrúðsfjörður [ˈfauskruðsˌfjœrðʏr] ist ein Dorf am gleichnamigen Fjord im Osten von Island.
Auf der Ferðakort 1984 heißt der Ort noch Búdir (deutsch Läden, Geschäfte).
Seit der nächsten Ausgabe von 1986 trägt er den aktuellen Namen.
Seit 1880 entwickelt sich der Handelsplatz. 
Eine Zweigstelle eines Kaumanns aus Eskifjörður kam 1888 dazu.
Zwischen 1900 und etwa 1935 war Búðir der wichtigste Stützpunkt französischer Fischer in den Ostfjorden.
Búðahreppur trennte sich 1907 von Fáskrúðsfjarðarhreppur.
(isländisch hreppur: deutsch Landgemeinde)
Am 1. Oktober 2003 bildeten Búðahreppur und Stöðvarhreppur gemeinsam die Gemeinde Austurbyggð.
Am 9. Juni 2006 verband sich diese mit Fáskrúðsfjarðarhreppur, Mjóafjarðarhreppur mit der Gemeinde Fjarðabyggð mit 5262 Einwohnern. (Stand 1. Januar 2023)

## Einrichtungen
Fáskrúðsfjörður verfügt über eine Grundschule, Kindergarten, Bibliothek und über ein Schwimmbad. Im Ort befinden sich Hotels, Restaurants, ein Campingplatz und andere Unterkünfte für Touristen. Für die medizinische Grundversorgung gibt es ein Gesundheitszentrum (Heilsugæslustöð).

## Verkehr
Fáskrúðsfjörður liegt jetzt am südlichen Ende des Vattarnesvegurs .
Das war bis 2005 noch der Suðurfjarðavegur , der im Winter die bessere Verkehrsverbindung war, als die frühere Ringstraße  in diesem Landesteil.
Seit 2005 verbessert der Tunnel Fáskrúðsfjarðargöng Verkehrsanbindung nach Reyðarfjörður mit der Aluminiumschmelze Alcoa-Fjarðaál und in den Norden Islands.
Der Suðurfjarðavegur wurde November 2017 zur Ringstraße umgewidmet.
Wo der Vattarnesvegur auf die Ringstraße mündet, liegt der lokale Flugplatz Fáskrúðsfjörður.

## Die französischen Fischer

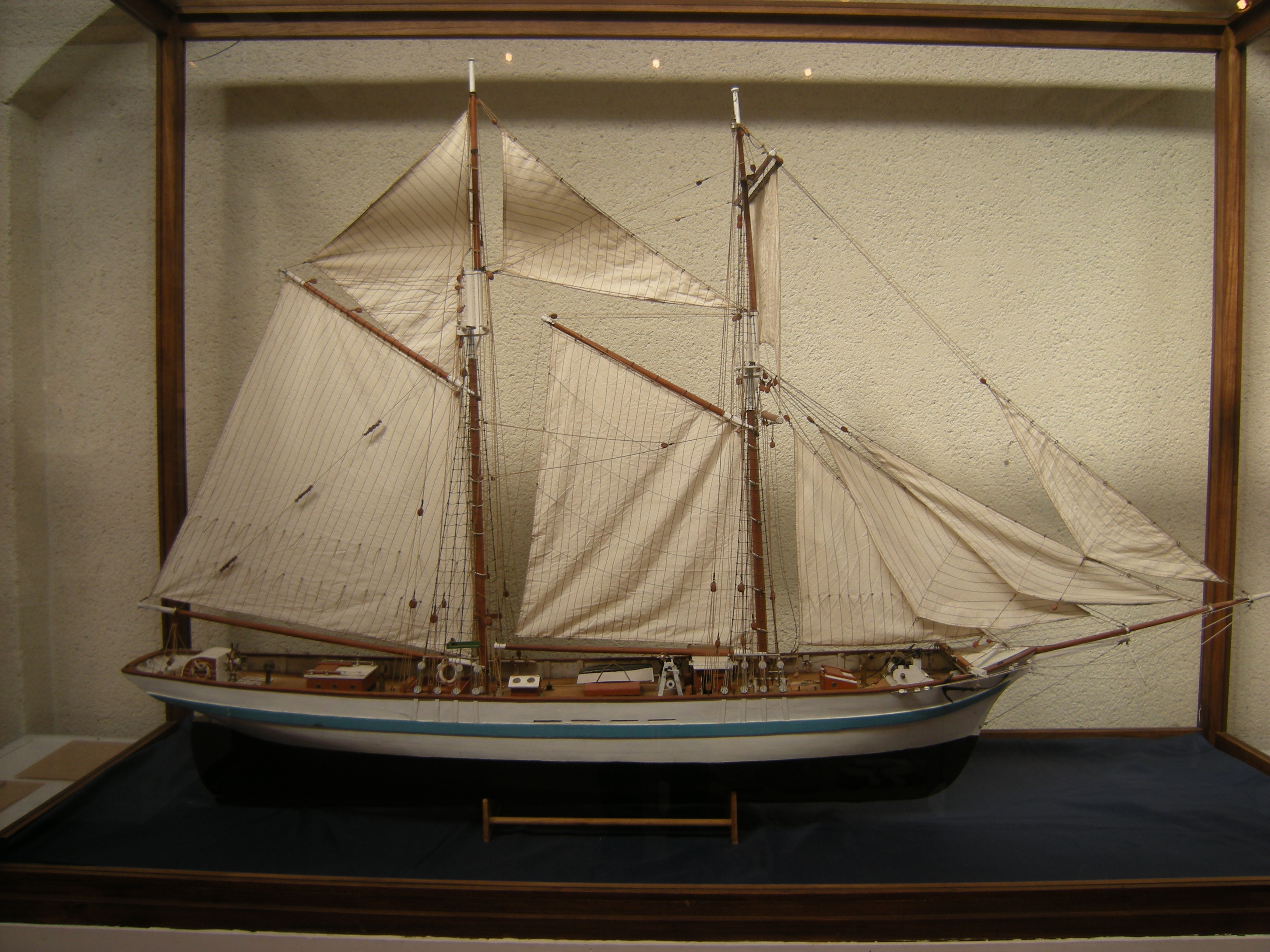
Modell eines der ersten von Paimpol aus gestarteten französischen Fischerboote

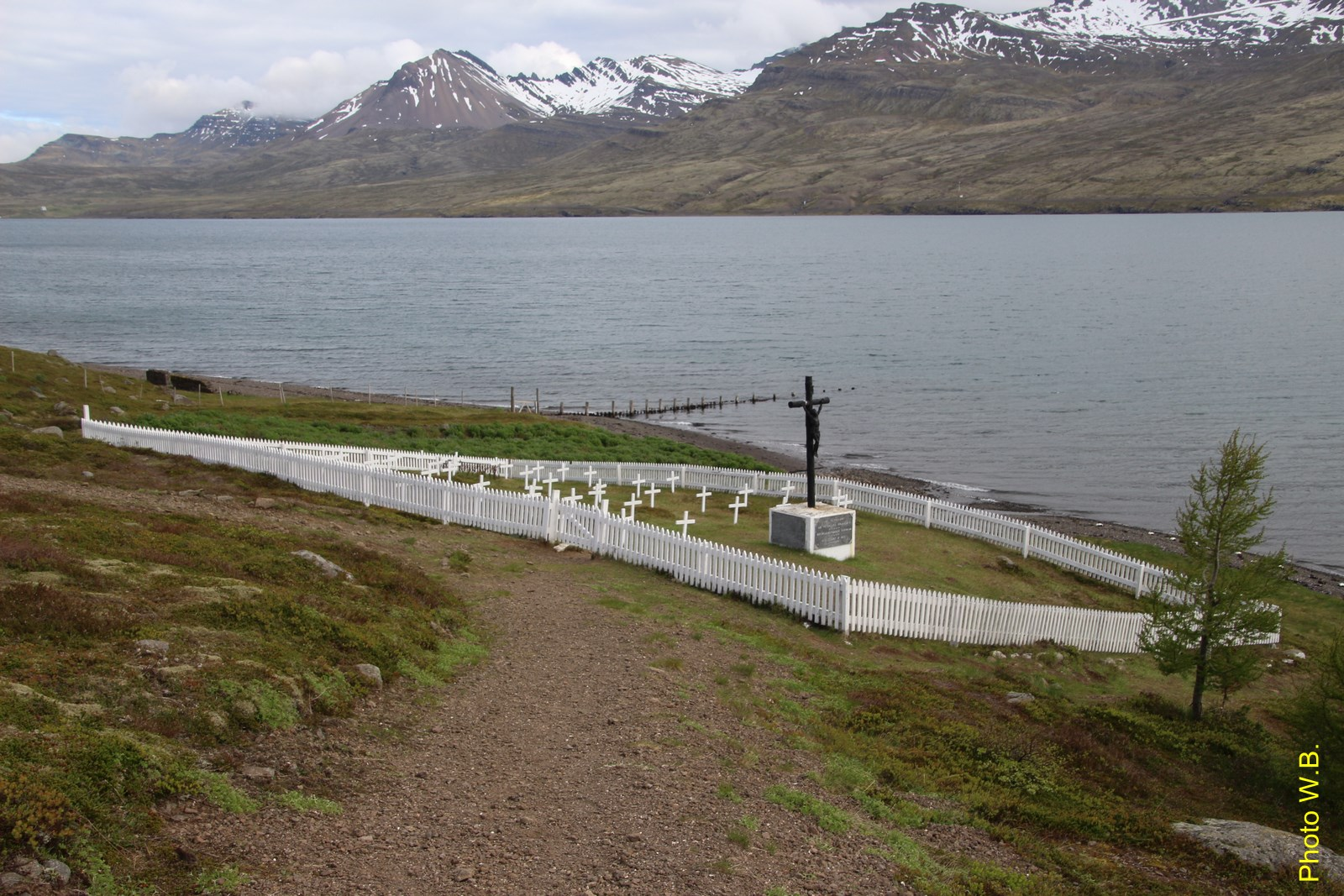
Französischer Friedhof in Fáskrúðsfjörður

Fáskrúðsfjörður war ein Zentrum für bis zu 5.000 französische und belgische Fischer, die etwa zwischen 1880 und 1935 vor allem aus der Bretagne und den Gegenden an der Grenze zu Belgien immer in der Wintersaison zum Fischen herkamen (vgl. auch den Roman Pêcheur d’Islande von Pierre Loti).
Nur wenige von ihnen ließen sich allerdings im Ort nieder, die meisten gingen ihrer Arbeit als Fischer draußen auf See nach und wurden dabei sehr ausgebeutet.
Sie kamen nur manchmal zu Tauschgeschäften an Land oder wenn sie krank oder verletzt waren.
Für sie erbaute man 1903/04 das Franski spítalinn.
Als das kleine Krankenhaus nicht mehr nötig war, errichtete man das Gebäude in einer Siedlung am Fjordeingang.
Die Siedlung wurde aufgegeben. Das Haus stand jahrzehntelang leer.
Im Jahre 2011 hat man das Wellblechgebäude wieder in den Ort zurückgeholt, renoviert und nutzt es als Hotel mit Restaurant.
Das 2014 nach einer Renovierung wieder eröffnete Französische Museum (Fransmenn á Íslandi), das sich in dem 1900 erbauten Versammlungshaus Templarinn (Búðarvegur 8) befindet, und die generell zweisprachigen Straßennamen (isländisch, französisch) zeugen von dieser Zeit.
Das 1907 erbaute Ärztehaus (Laeknishúsið) diente bis 2006 als Rathaus.
Das 1897 erbaute Haus Grund in der Hamarsgata 8 diente vor der Einweihung des Krankenhauses der Behandlung von Kranken und später als Seemannsheim.
Da die wenigsten französischen und belgischen Fischer evangelisch waren, erlaubten die Behörden sogar, dass katholische Geistliche aus Frankreich hieher kommen und wieder katholische Gottesdienste gefeiert werden durften, zum ersten Mal seit der Reformation auf Island.
Sogar eine Kapelle wurde an das Gebäude angebaut und 2014 renoviert.
Insgesamt erinnern heute noch fünf Gebäude an die französischen und belgischen Fischer.
Am östlichen Ortseingang ist ein kleiner französischer Friedhof mit Gräbern und Namen von 49 hier verstorbenen französischen und belgischen Fischern sehenswert.
Noch heute wird in Fáskrúðsfjörður am 14. Juli, dem Nationalfeiertag Frankreichs, die französische Flagge gehisst. - Beachtenswert ist ebenfalls das ehemalige Lagerhaus Manon von 1920.
Außerdem gibt es jeden Sommer das Festival Franskir dagar (französische Tage) im Ort.